# PT boat

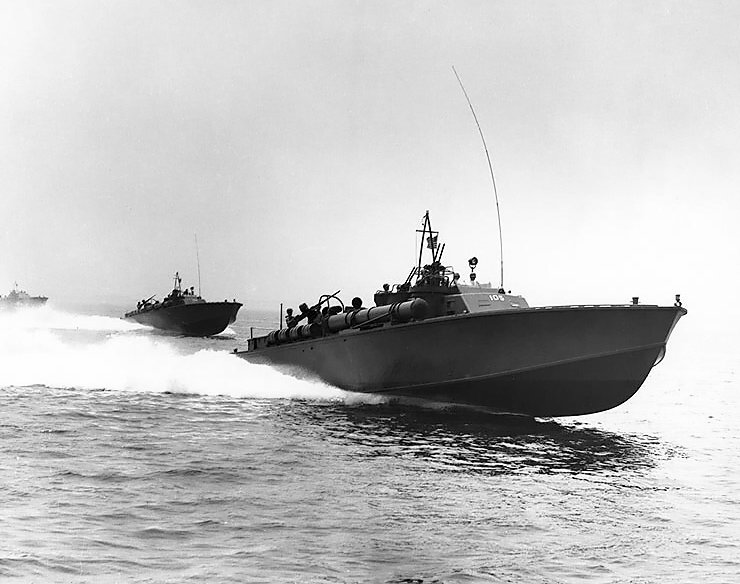
Barco torpedeiro norte-americano PT-105.

Barco PT (em inglês:  PT boat. PT sendo sigla para, em português, "Patrulha-Torpedeiro"), ou lanchas torpedeiras, é um tipo de barco torpedeiro norte-americano, lancha, usado pela Marinha dos Estados Unidos (United States Navy), durante a Segunda Guerra Mundial e projectados para atacar navios de maior envergadura. A frota de barcos PT receberam então a alcunha de "esquadrão mosquito". Já os japoneses denominaram-nos de "barcos do diabo".
Os primeiros torpedeiros a motor foram projectados com cascos de deslocamento. Este tipo de barcos torpedeiros deslocam até 300 toneladas de água e a velocidade máxima varia entre 46 e 50 km/h. Os barcos PT utilizados na Segunda Grande Guerra foram desenvolvidos com um tipo de casco para o planeio através da água semelhantes aos barcos de corrida.